# Љубав на старински начин
„Љубав на старински начин” је југословенска телевизијска серија снимљена 1969. године у продукцији Телевизије Београд.

## Улоге
| Глумац                     | Улога                                                   |
| -------------------------- | ------------------------------------------------------- |
| Миа Адамовић               | (1969-1970) (непознат број епизода)                     |
| Милутин Бутковић           | (1969-1970) (непознат број епизода)                     |
| Љубомир Дидић              | (1969-1970) (непознат број епизода)                     |
| Славка Јеринић             | (1969-1970) (непознат број епизода)                     |
| Властимир Ђуза Стојиљковић | (1969-1970) (непознат број епизода)                     |
| Живојин Јовановић          | Певач, члан секстета Скадарлија (непознат број епизода) |
| Предраг Матић Шане         | Певач, секстета Скадарлија (непознат број епизода)      |
| Стеван Михајловић          | Певач, члан секстета Скадарлија (непознат број епизода) |
| Владимир Поповић           | Певач, члан секстета Скадарлија (непознат број епизода) |
| Миомир Микан Секулић       | Певач, члан секстета Скадарлија (непознат број епизода) |
| Никола Стефановић          | Певач, члан секстета Скадарлија (непознат број епизода) |

Комплетна ТВ екипа ▼
| Редитељ              | Јован Коњовић      | (4 еп. 1969)                      |
| Композитор           | Срђан Барић        | (непознат број епизода)           |
| Директор фотографије | Војислав Лукић     | (непознат број епизода)           |
| Сценограф            | Живорад Кукић      | (непознат број епизода)           |
| Сценограф            | Владимир Маренић   | (непознат број епизода)           |
| Костимограф          | Јелисавета Гобецки | (непознат број епизода)           |
| Остала екипа         | Драгомир Вуковић   | кореограф (непознат број епизода) |